# Городецкая (приток Малого Кинеля)
Городецкая — река в Оренбургской и Самарской областях России. Левый приток Малого Кинеля.

## Описание
Длина реки 23 км (от верховьев оврага Задний), площадь водосборного бассейна — 71,9 км². Исток в 4 км к юго-юго-западу от деревни Жуково в Бугурусланском районе Оренбургской области. В верховьях течёт на северо-запад, затем поворачивает на север. В среднем течении по реке проходит граница с Самарской областью (по правому берегу расположен эксклав Кинель-Черкасского района). В низовьях река поворачивает на запад и теряется в левобережной пойме Малого Кинеля к югу от села Коптяжево.
Река пересыхающая. Имеются небольшие пруды в верховьях реки и притоков.
Населённых пунктов в бассейне реки нет.

## Данные водного реестра
По данным государственного водного реестра России относится к Нижневолжскому бассейновому округу, водохозяйственный участок реки — Большой Кинель от истока и до устья, без реки Кутулук от истока до Кутулукского гидроузла. Речной бассейн реки — Волга от верхнего Куйбышевского водохранилища до впадения в Каспий.
Код объекта в государственном водном реестре — 11010000812112100008357.